# Le Miroir de la terre
Pour plus de détails, voir Fiche technique et Distribution.
Le Miroir de la terre est un court métrage documentaire réalisé par Daniel Absil et Paul de Roubaix et  sorti en 1980.
Il montre la planète terre à travers des techniques avancées de télédétection, et sensibilise ainsi sur la préservation de l'environnement.
Il remporte le César du meilleur court métrage documentaire lors de la 6e cérémonie des César.

## Fiche technique
- Réalisation : Daniel Absil et Paul de Roubaix
- Musique : François de Roubaix
- Durée : 8 minutes
- Date de sortie : 1980

## Distinctions
- 1981 : César du meilleur court métrage documentaire[1]